# José Mauro Pereira Bastos
José Mauro Pereira Bastos (ur. 12 września 1955 w Rio Branco do Sul, zm. 14 września 2006 w Carmópolis de Minas) – brazylijski duchowny rzymskokatolicki, pasjonista, biskup.

## Życiorys
W 1981 złożył wieczyste śluby zakonne w Zgromadzeniu Męki Pańskiej. 7 lipca 1978 przyjął Święcenia kapłańskie. W latach 1989-1995 stał na czele wikariatu regionalnego pasjonistów obejmującego stany Minas Gerais i Espírito Santo. 5 lipca 2000 papież Jan Paweł II mianował go biskupem nowo utworzonej diecezji Janaúba. Sakry udzielił mu 17 września tego roku kardynał Serafim Fernandes de Araújo, ówczesny metropolita Belo Horizonte. 19 kwietnia 2006 papież Benedykt XVI mianował go biskupem diecezji Guaxupé. 14 września 2006 w wieku 51 lat zginął w tragicznym wypadku na autostradzie Fernão Dias w Carmópolis de Minas, kiedy to doszło do zderzenia kilku samochodów z ciężarówką, która straciła hamulce. Ponieważ ofiary wypadku uległy spaleniu, z ciała biskupa zostało jedynie kilka kości. Zachowały się także jego pierścień i krzyż biskupi. Został pochowany na cmentarzu m mieście Vitória w stanie Espírito Santo.